# Naturschutzgebiet Heiliges Meer – Heupen
Das Naturschutzgebiet Heiliges Meer – Heupen ist ein Naturschutzgebiet in der Region Tecklenburger Land im Norden von Nordrhein-Westfalen. Namengebend ist der größte See des Gebietes, das Große Heilige Meer.

## Lage
Das Naturschutzgebiet befindet sich zum überwiegenden Teil im Recker Ortsteil Obersteinbeck, der Rest liegt im Gemeindegebiet von Hopsten. Südlich des Heideweiher grenzt es unmittelbar an Ibbenbürener Territorium. Das Gebiet wird zwischen Großem Heiligen Meer und Erdfallsee von der Landstraße 504 (Hopsten – Ibbenbüren) zerschnitten. An dieser Straße befindet sich unweit der beiden Seen auch das Bildungs- und Forschungszentrum Heiliges Meer, die eine Außenstelle des LWL-Museums für Naturkunde ist.

## Geologie
Nordwestlich unter dem Schafberg liegt eine etwa 4,5 Kilometer lange und 1,5 Kilometer breite geologische Senkungszone, die in den Flurkarten die Bezeichnung Heiliges Feld trägt. In diesem Senkungsgebiet hat sich im Laufe der Jahrtausende eine Vielzahl von Erdfällen ereignet, die dauerhaft oder temporär mit Wasser gefüllt sind. Oft weisen diese Senken nur wenige Meter Durchmesser auf. Von den vier großen Stillgewässern des Naturschutzgebietes gehen drei ebenfalls auf Einbrüche des Untergrunds zurück. Dies sind das Große und das Kleine Heilige Meer sowie der Erdfallsee. Letzterer entstand erst vor gut 100 Jahren, als am 14. April 1913 die Erde auf einer nahezu kreisrunden Fläche von etwas über 100 Meter Durchmesser um mehr als zehn Meter absackte. Lediglich für den Heideweiher, ein flacher, nur rund ein Meter tiefer See im Südosten des Gebietes, ist eher davon auszugehen, dass er sich in einer ausgeblasenen Flugsanddecke über einer Ortsteinschicht gebildet hat.
Grund für die Erdfälle ist eine geologische Störung, entlang der in etwa 100 Metern Tiefe wasserlösliche Salinargesteine angelagert sind. Grundwasser löst die Gesteine auf, unter der Last der aufliegenden Gesteine bricht das Deckengebirge ein und in die entstehenden Hohlräume sacken Sande nach oder werden eingeschwemmt. Diese Vorgänge können ganz allmählich aber auch plötzlich erfolgen. Im ersten Fall entstehen an der Oberfläche flache Mulden, im zweiten Fall Einbrüche mit steilen Ufern.
Das Große Heilige Meer, mit einer Fläche von rund 11 ha der größte natürliche See Westfalens, ist vermutlich rund 1100 Jahre alt, das Kleine Heilige Meer entstand vor etwa 2000 Jahren. Aufgrund von Pollenuntersuchungen am Gewässergrund kann man das Alter der Seen relativ gut bestimmen.

## Das Naturschutzgebiet

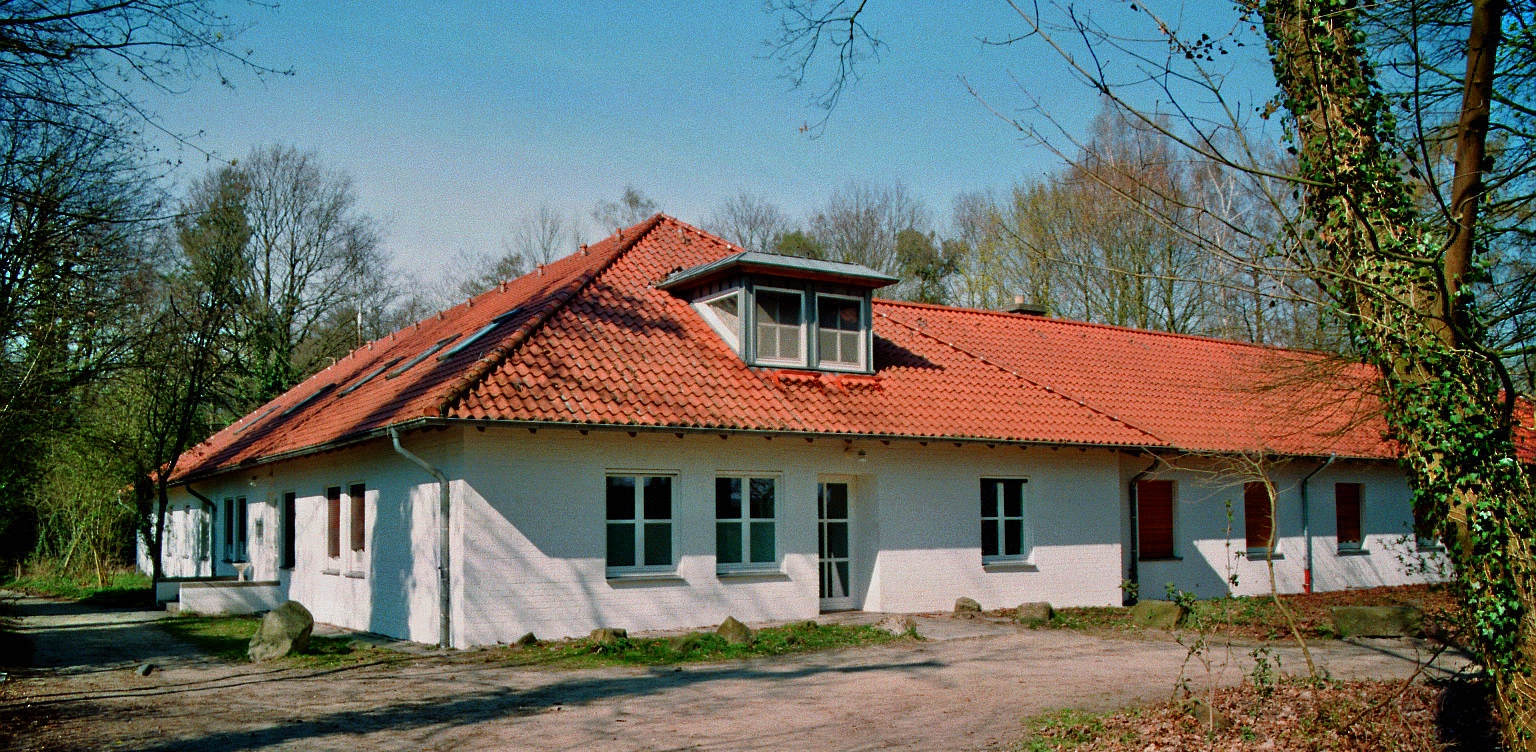
Das Bildungs- und Forschungszentrum, Außenstelle des LWL-Museums für Naturkunde

Das Naturschutzgebiet hat heute eine Größe von etwa 260 ha. Es zerfällt in insgesamt neun Teilflächen. Große Teile befinden sich im Besitz des Landschaftsverbandes Westfalen-Lippe. 1927 wurde die erste Fläche mit 47 ha angekauft, bis 1930 kamen weitere 8 ha hinzu. Am 22. März 1930 trat eine erste Naturschutzverordnung für das Heilige Meer in Kraft.
Nach 1930 wurden nach und nach weitere angrenzende Flächen hinzugekauft, so dass umliegende ehemalige Ackerflächen nun nicht mehr bewirtschaftet wurden, wodurch der Artenschutz leichter fiel. Dazu wurde am 20. August 1988 eine Schutzverordnung verabschiedet, die weitere 66 ha als Pufferzone für das Naturschutzgebiet auswies. Die Puffer grenzten zum Teil auch direkt an das Heilige Meer an und bestanden sowohl aus Äckern als auch aus Erlenbruchwald und Röhrichten.
Heute gilt die „Verordnung zur Ausweisung des Gebietes Heiliges Meer - Heupen zum Naturschutzgebiet“ vom 28. November 2008 des Regierungspräsidenten in Münster.
Eine Fläche von 230 ha des Naturschutzgebietes ist zudem als Schutzgebiet im Sinne der FFH-Richtlinie (Natura 2000-Nr. DE-3611-301) ausgewiesen.
Im Bildungs- und Forschungszentrum werden für naturkundlich Interessierte Kurse angeboten. Seit 1975 wird von den dortigen Mitarbeitern eine Wetterstation betrieben.

## Lebensräume
Im Wesentlichen kann man in diesem Naturschutzgebiet zwischen drei Biotopen unterscheiden: Stillgewässer, Heiden und Wälder. Zusätzlich gibt es Grünlandflächen und Brachen.

### Heiden

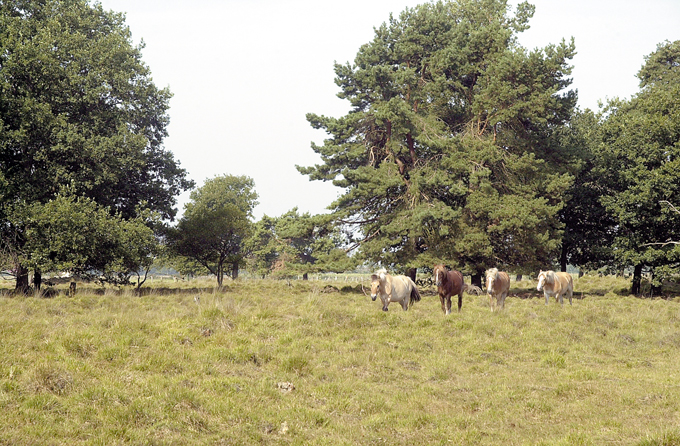
Heide- und Baumlandschaft im Naturschutzgebiet Heiliges Meer

Die ursprüngliche Vegetation des Gebietes waren Wälder. Im frühen Mittelalter fanden jedoch umfangreiche Rodungen statt, wodurch sich Heiden und Sandböden gebildet haben. Seitdem wird durch Beweidung mit Schafen und auch frei laufenden Pferden die Verbuschung zurückgehalten. Heute nehmen Heideflächen etwa 25 % des Gesamtgebietes ein.

### Gewässer
Die Gewässer des Naturschutzgebietes Heiliges Meer sind vornehmlich oligotroph, wobei das bis zu 10,5 Meter tiefe Große Heilige Meer schon meso- bis eutroph ist. Auf dem Boden des ursprünglich bis zu 18 Meter tiefen Sees hat sich im Laufe der Jahrhunderte eine ständig wachsende Schlammschicht (Gyttja) gebildet. Das zweitgrößte Gewässer, der heute rund 7 ha große Erdfallsee mit 12 Meter Tiefe, ist ein oligotrophes Gewässer, das Übergänge zum mesotrophen Typus zeigt. Heideweiher und Kolke zeichnen sich insbesondere durch Stickstoff- und Phosphor-Armut aus. Zur Zeit ihrer Entstehung waren die Gebiete sehr nährstoffarm, erst in den letzten Jahrzehnten wurde der enorme Stickstoffeintrag zu einem großen Problem.